# Причинная связь в уголовном праве
Причинная связь в уголовном праве — это объективно существующая связь между преступным деянием и наступившими общественно опасными последствиями, наличие которой является обязательным условием для привлечения лица к уголовной ответственности, если состав преступления по конструкции объективной стороны является материальным.
Лицо может отвечать только за те последствия, которые являются результатом его деяния, которые находятся с ним в причинной связи. Если причинение вреда объекту уголовно-правовой охраны обусловлено не деянием лица, а действиями третьих лиц, влиянием внешних сил, то совершённое деяние не может быть признано преступным, влекущим причинение вреда общественным отношениям.
С точки зрения материалистической философии, причинная связь объективна, т.е. существует независимо от сознания и воли человека, и является познаваемой. Установление причинной связи всегда должно предшествовать установлению наличия или отсутствия вины: если нет причинной связи, не может идти речи и о виновном отношении человека к наступившим последствиям.

## Общие положения, касающиеся установления причинной связи
Во многих случаях установление наличия или отсутствия причинной связи требует обращения к специальным познаниям. Поэтому достаточно часто решение вопроса о причинной связи в процессе предварительного расследования и судебного рассмотрения уголовных дел требует проведения экспертного исследования. Однако окончательное решение вопроса о наличии причинной связи остаётся в компетенции юристов. Например, судебно-медицинской экспертизой может быть установлен конкретный вклад различных обстоятельств (насильственные действия, недостаточно качественное оказание медицинской помощи, нарушение рекомендаций врача потерпевшим) в причинение вреда здоровью, однако их юридическая оценка, выражающаяся в выборе конкретной статьи уголовного закона, осуществляется судом.
В большинстве случаев установление причинной связи между преступным деянием и его последствиями осуществляется достаточно просто: как правило, если деяние непосредственно направлено на достижение определённого результата и между деянием и последствиями нет временного разрыва, наличие причинной связи очевидно. Не вызывает сложностей установление причинной связи между действиями виновного по изъятию имущества при хищениях и наступившими последствиями в виде материального ущерба, между оскорблением и причинением ущерба чести и достоинству лица и т.д.
Однако в других ситуациях (например, при нарушении специальных правил, а также при посягательствах на жизнь и здоровье) последствия нередко оказываются оторванными во времени от деяния, а на их вид и тяжесть оказывают влияние множественные факторы, в том числе и находящиеся вне контроля посягающего лица. Например, выброс радиоактивных веществ на АЭС может быть вызван несколькими причинами: нарушением персоналом станции правил эксплуатации энергетической установки, некачественно произведённым техническим обслуживанием, нарушениями при проектировании и постройке станции, либо комбинацией данных причин. От того, что в данной ситуации будет признано причиной наступивших последствий, зависит, кто будет привлечён к ответственности и насколько серьёзными будут её меры.

## Парадоксы причинности
Не всегда удаётся интуитивно установить причинно-следственные связи между деянием и последствиями.
Например, широко известен парадокс о двух убийцах. Первый отравил воду жертвы, отправлявшейся в путешествие по пустыне. Второй пытался застрелить жертву из снайперской винтовки уже во время путешествия, но промахнулся, и попал во флягу с отравленной водой. Вода вытекла и жертва погибла от жажды.
В результате оказывается, что первый убийца непосредственно убийство не совершал, поскольку жертва не пила отравленной воды (разумеется, имела место попытка убийства, прекращённая помимо воли убийцы).
С другой стороны, второй убийца непосредственно убийство тоже не совершал (хотя попытка имела место и здесь), поскольку в жертву не попал. Более того, он, пусть непроизвольно, несколько продлил жизнь жертвы, лишив её возможности выпить отравленную воду.
Тем не менее жертва погибла, и совершенно очевидно, что если бы не действия убийц, то этого бы не произошло.

## Теории причинной связи
Решение вопроса о наличии или отсутствии причинной связи в таких случаях осложняется тем, что видов связей между явлениями, при которых одно явление определяет появление другого, очень много (более 30). Ввиду этого определение причинной связи в уголовном праве имеет плюралистичный характер, существует большое число теорий причинной связи. Ввиду этого нередко западными юристами провозглашается полный отказ от каких-либо попыток дать общие правила определения наличия причинной связи. Так, английский криминалист К. Кенни по этому поводу пишет: «просто существует известный предел, за которым право отказывается следить за цепью причинности… В таких случаях… невозможно сформулировать общее правило, устанавливающее такой предел».
Пожалуй, единственным общим для всех теорий причинной связи критерием является то, что причина всегда должна предшествовать во времени следствию. Если наступление последствия было объективно предопределено ещё до совершения деяния либо последствие стало результатом процессов, развивающихся параллельно с деянием и независимых от него, о причинной связи речи не идёт. Однако предшествования деяния во времени последствию само по себе недостаточно для констатации наличия причинной связи: «после того» – не означает «вследствие того».

### Теория исключительной причинности
Исторически первой теорией причинной связи в уголовном праве являлась теория исключительной причинности или непосредственной причинной связи, предполагавшая, что ответственность может наступать лишь за те действия, которые напрямую и непосредственно вызывают наступление последствия. Например, наступление смерти является непосредственным последствием удара ножом в сердце.
Недостатком данной теории являлось отсутствие возможности как-то содержательно разграничить безусловно смертельные и иные ранения: в качестве единственно возможного критерия предлагался временной период наступления смерти: если она наступала до истечения определённого критического количества дней (обычно 40), ранение считалось смертельным.

### Теория условий
Теория условий или эквивалентная теория предполагает, что причиной наступления последствий будет являться любое деяние, которое выступает необходимым условием их наступления: это деяние, без которого не были бы причинены последствия, («условие, без которого не», лат. conditio sine qua non). При этом все условия, которые внесли вклад в преступный результат, признаются эквивалентными. Например, в ситуации, когда потерпевшему вначале был причинён небольшой вред здоровью (сломан палец), а затем по дороге в травмпункт он был насмерть сбит автомобилем, водитель которого нарушил правила, одинаково значимыми факторами объявляются причинение вреда здоровью и нарушение правил: оба эти деяния явились необходимыми условиями наступления смерти: если бы не был причинён вред здоровью, потерпевший не пошёл бы в травмпункт и не был бы сбит машиной.
Данная теория имеет как достоинства, так и недостатки. С одной стороны, концепция необходимого условия даёт возможность установить, какие деяния точно не являются причиной последствия: если мысленное исключение (элиминирование) таких деяний из причинно-следственной цепи не приведёт к её разрыву, они не могут быть признаны причиной последствия. Концепция необходимого условия и его элиминирования была разработана Т. В. Церетели и получила отражение в УК Грузии 2000 года, который в ст. 8 устанавливает, что причинная связь существует тогда, когда деяние является необходимым условием предусмотренного соответствующей статьей настоящего Кодекса противоправного последствия или его конкретной опасности, без которого в данном случае это последствие не наступило бы либо не создалась бы такая опасность.
С другой стороны, эта теория чрезмерно расширяет объективные основания уголовной ответственности. Так, П. Эртманном был приведён следующий пример: «Если мой пёс надоедает прохожему и он вследствие этого изменяет маршрут своей ежедневной прогулки, а затем, спустя несколько недель, этот прохожий попадает под автомобиль, гуляя по избранному маршруту, то я должен буду нести ответственность, ибо если бы моя собака не вела себя определённым образом, то прохожий не изменил бы прежнего направления своей прогулки и не попал бы под автомобиль».

### Адекватная теория
Второй исторической теорией причинной связи в уголовном праве является теория адекватной причины, согласно которой значение имеют только типичные закономерности: причиной признавались лишь те деяния, которые соответствовали, были адекватны наступившим последствиям, которые вызвали бы такие последствия в подавляющем большинстве случаев. Согласно данной теории, например, отсутствует причинная связь в случаях, когда нанесение лёгкого пореза, для обычного человека не опасного, приводит к смерти больного гемофилией.
Представители данной теории расходятся в определении того, что определяет адекватность следствия причине: в качестве критерия называются опыт «среднего человека» (Яблочков), мнение суда (Рюмелин), опыт «рассудительнейшего из людей» (Трегер), мнение обвиняемого в совершении конкретного деяния и т.д.
Критиками данной теории отмечается, что в подобной ситуации может исключаться не причинная связь, а вина: в конкретной (а не какой-либо типичной, абстрактной) ситуации именно этот вред явился причиной смерти, другой вопрос, что далеко не во всех случаях можно говорить о том, что причинение смерти было умышленным, да и вообще виновным.

### Теория риска
В зарубежной уголовно-правовой доктрине (в частности, в немецкой) принята теория риска: причиной общественно опасного последствия являются те деяния, которые в обычных условиях могут причинить определённый вред, т. е., их совершение сопряжено с риском причинения такого вреда.

### Теория неравноценности условий
Теория неравноценности условий по существу также возникла в противовес теории необходимого условия. Согласно данной теории, юридически значимой причиной признаётся такая причина, которая более остальных повлияла на наступление следствия, внесла в него больший вклад ( основной тезис теории). Различными учёными (К. Биркмейер, К. Биндинг, Н. С. Таганцев, С. В. Познышев и др.) были предложены различные критерии оценки такого вклада. В частности, Н.С. Таганцев предлагал оценивать роль деяния в сравнении с ролью так называемых привходящих факторов на возникновение общественно опасного результата. Отрицательная сторона данной теории заключается в том, что по существу не было предложено относительно четких критериев оценки соответствующих факторов.

## Диалектико-материалистическая теория причинной связи
В российском уголовном праве получила распространение теория причинной связи, основанная на положениях диалектико-материалистической философии, разграничивающей причины (явления, непосредственно порождающие последствия) и условия (явления, которые не могут сами по себе вызвать последствие, но создают возможность для его наступления). Причиной, согласно данной теории, может являться лишь такое явление, которое в данных конкретных условиях закономерно вызывает наступление определённого последствия: это явление в одинаковых условиях будет с большой вероятностью порождать определённые последствия. Например, если преступник раздевает лежащего на морозе пьяного человека с целью завладеть его одеждой, в результате чего этот человек замерзает и умирает, между действиями преступника и смертью потерпевшего имеется закономерная преступная связь, поскольку в данных условиях совершение подобных действий закономерно приводит к наступлению смерти. Если преступный результат в данных условиях не является закономерным, а возникает в результате вмешательства случайных факторов, причинной связи нет.
Причина и условие в уголовном праве — это всегда деяние человека, который обладает признаками субъекта преступления (определённый возраст, вменяемость, признаки специального субъекта). Не признаются причиной преступных последствий силы стихий, действия животных, малолетних или невменяемых лиц (в то же время, эти факторы могут являться причиной в общефилософском понимании). При этом деяние должно быть волевым, мотивированным и целенаправленным: если человек совершает некоторый поступок под воздействием принуждения или непреодолимой силы, а не по своей воле, такой поступок не может быть признан деянием в уголовно-правовом понимании и потому не может быть причиной общественно опасного последствия.
Чтобы быть признанным причиной общественно опасных последствий, деяние также должно обладать признаком общественной опасности, антисоциальности, нести в себе объективный риск причинения вреда объектам охраны уголовного закона. Не может быть признано наличие причинной связи в случаях, когда деяние было социально полезным или нейтральным. Например, если лицо поднимет лежащего на улице пьяного и направит его к дому, а через минуту после этого пьяного собьет автомобиль, причинной связи в уголовно-правовом понимании между действиями и наступившими последствиями нет.
Чтобы быть признанным причиной, деяние должно по своим свойствам создавать реальную возможность наступления последствий. Если некто посылает своего недруга на курорт в надежде, что тот утонет в море (что и происходит в действительности), причинная связь исключается, так как сама по себе отправка на курорт ещё не создаёт реальной опасности наступления последствия, такая опасность возникает лишь собственно в момент купания.
Причина должна являться необходимым условием наступления общественно опасных последствий. Необходимость конкретного деяния для наступления последствий, как уже было сказано выше, определяется путём его мысленного элиминирования, исключения из причинно-следственной цепочки. Если будет признано, что и без этого деяния общественно опасные последствия всё равно наступили бы, из этого следует, что данное деяние не может являться причиной. Особенно важным установление данного условия является при расследовании дел о нарушении специальных правил: наказуемым является лишь такое нарушение, которое является необходимым условием наступления вредных последствий; если же данное нарушение не являлось для этого достаточно существенным, то причинной связи нет, а следовательно, нет и состава преступления. Например, водитель, забывший дома документы на машину, в отсутствие прочих нарушений правил дорожного движения не будет нести ответственность за последствия дорожно-транспортного происшествия.
Не всякое необходимое условие наступления общественно опасных последствий является их причиной. Причиной могут быть признаны лишь те деяния, которые в силу внутренне присущим им свойств в конкретной обстановке их совершения с необходимостью приводят к наступлению последствия. Остальные деяния признаются лишь условиями наступления последствий, которые благоприятствуют появлению и действию причин.
Спорным является вопрос о причинной связи при бездействии. М. Д. Шаргородский писал: «при бездействии причинная связь отсутствует вообще. И вопрос, который нужно решать в этом случае — не о том, когда бездействие является причиной наступившего результата, а только о том, когда субъект отвечает за бездействие... Когда преступник желал наступления преступного результата и сознательно бездействовал для того, чтобы результат наступил, то, хотя причинной связи нет, виновный отвечает и как за причинение, ибо он обязан был действовать». А. П. Козлов утверждает, что бездействие не может быть причиной, но может быть условием общественно опасного последствия.
Большинством современных учёных признаётся, что причинная связь имеет место и при бездействии. Вся разница в механизме причинной связи при действии и при бездействии заключается в том, что при активном преступном поведении лицо само создаёт необходимые предпосылки для наступления общественно опасных последствий, а при пассивном оно позволяет реализоваться уже существующим условиям наступления таких последствий, несмотря на то, что оно должно было и могло их предотвратить.
В практике встречается также сопричинение вреда действиями двух и более лиц (например, при дорожно-транспортном происшествии, в котором оба участника нарушили правила, что и привело к аварии). При сопричинении действия каждого из субъектов в отдельности несут в себе опасность причинения наступивших последствий. В таких случаях ответственность несут оба лица, даже если в отсутствие нарушений со стороны одного из них последствия бы не наступили. Иначе обстоит дело, когда процесс развития причинной связи осложняется действиями третьих лиц. Например, если потерпевший, которому было нанесено ранение в живот, умрёт от осложнений, связанных с некачественным оказанием ему медицинской помощи, причинно-следственная связь между ранением и наступившими последствиями будет осложнена халатными действиями хирурга, который и будет нести ответственность за причинение смерти.
Причинная связь между деянием и наступившими последствиями должна осознаваться лицом, совершившим преступление. Если это лицо по обстоятельствам дела не могло или не должно было предвидеть именно такого развития событий, ответственность исключается, так как в таком случае имеет место невиновное причинение вреда.

## Причинная связь в уголовном законодательстве стран мира
Нормы о причинной связи редко встречаются в уголовном законодательстве (например, они содержатся в УК Афганистана 1976 года и УК Вьетнама 1980 года). Попытка нормативной регламентации причинной связи в уголовном праве содержится также в Примерном уголовном кодексе США, составленном американским институтом права в статье 2.03, состоящей из десяти пунктов с подпунктами.
Статья 17  Уголовного кодекса Республики Корея 1953 года содержит следующую норму, посвященную причинной связи: "В случае, когда деяние не связано с причинением опасности, которая является элементом преступления, оно не подлежит наказанию даже при наличии результата."